# Non Cadenza
Non Cadenza (произносится Но́н Кадэ́нца) — российская музыкальная группа, исполняющая песни на русском языке. Лидер группы — Саша Алмазова. Первое выступление группы состоялось в 2004 году.
В переводе с итальянского, cadenza — музыкальный термин, обозначающий своеобразное завершение композиции, «финальный аккорд».

## Общие сведения
Лидер группы, автор музыки и текстов — Александра Алмазова, дочь барда и писателя Бориса Алмазова, родом из Петербурга.

### 2004—2006
19 ноября 2004 г. — состоялся первый концерт группы.
Музыку и тексты Александра Алмазова всегда писала сама, а также аккомпанировала себе на фортепиано.
Изначальный состав Non Cadenza был следующим — Александра Алмазова (вокал, клавишные), Константин Пантелеев (саксофон), Антон Чушкин (перкуссия), Жека Лизин (барабаны), Всеволод Грибов (бас).

### 2007—2008
Константин Пантелеев долгое время был не только музыкантом в группе, он также выполнял роль менеджера коллектива. С его помощью Non Cadenza приняла участие в фестивале «Пустые Холмы», а также в фестивале Timeout Новая Музыка 2007. Non Cadenza стала не только лауреатом фестиваля, но и получила Приз Зрительских Симпатий, а значит возможность записи в студии бесплатно. Так на свет появился макси-сингл «Полетай со мной» (2007).
Осенью 2007 года менеджером группы стала Яна Чудит, а в составе появился клавишник Арман Сидоркин, затем барабанщик Александр Потапов и трубач Илья Сергиенко. Вскоре группу покинул Константин Пантелеев и Антон Чушкин. А чуть позже ушёл Всеволод Грибов и Михаил Ленцман (гитара).

### 2009
В июле 2009 Non Cadenza выступали на одной сцене с Roisin Murphy (UK) в качестве почетных гостей Международного Экономического Форума.
В ноябре 2009 года Non Cadenza отметила 5-летие большим концертом в клубе Jagger, в расширенном составе, с бэк-вокалистками и гостями. Концерт был записан и смонтирован студией Cinematronic, а через три месяца вышел DVD "Non Cadenza.5 лет ".

### 2010
В феврале 2010 года Non Cadenza записала и выпустила сингл «О Любви», который за первую неделю размещения в сети скачало более 2000 человек. А также музыканты приступили к записи дебютного альбома.
Non Cadenza приняли участие в создании саундтрека к сериалу «Маргоша». Песни «Незнакомец», «Дочь астронавта» и «Сережки» звучали практически в каждой серии первого, второго и третьего сезона сериала.
В октябре 2010 года Non Cadenza стала лауреатом премии «Золотая Горгулья» — независимой премии клуба «16 тонн». Таким образом руководство клуба отметило безусловную заслугу группы: дебютный концерт в большом клубе был аншлаговым.

### 2011
- Разделили сцену с немецкой группой Jazzamor на их концерте в Петербурге (февраль 2011).
- В октябре 2011 группа Non Cadenza выпустила альбом «Бесконечность». Для того, чтобы это случилось, музыкантам потребовалось 7 лет концертной работы, студийной и работы над собой. Альбом был записан на Петербургской студии грамзаписи (бывшая «Мелодия») звукорежиссёром Кирой Малевской.

Вот что говорит о дебютном альбоме Саша Алмазова, вокалистка и автор всех песен Non Cadenza:
«Мне с самого начала казалось, что Non Cadenza идет своим путём. Вот и с альбомом путь выдался нетрадиционный: обычно коллективы заявляют о себе альбомом, затем уже концертируют. Мы же набирались музыкального опыта и добивались полноценного видения своего материала.
Мы писали альбом 2 года, на одной из самых легендарных студий Санкт-Петербурга. Но самое главное, что нам удалось привлечь большое количество потрясающих людей к участию в нашей пластинке. Для нас и для меня в частности — это уже больше, чем просто диск с песнями. Каждая песня — это история, во всех смыслах этого слова»

### 2012
- в мае группа сняла дебютный видеоклип на песню «На Берегу».
- в апреле музыканты выступили вместе с группой The Brand New Heavies в Петербурге, в клубе «Космонавт»
- в июле 2012 года группа выступила на фестивалях Нашествие и Zavtra (СПб)
- в августе 2012 года группа выступила на фестивале Джаз Коктебель
- 5 октября 2012 в клубе «Известия Hall» в Москве на концерте, посвященном 25-летию Квартал (группа) Александра Алмазова и Non Cadenza исполнили песню «Моя любовь осталась в Амстердаме», вошедшую в альбом-трибьют КВАРТАЛА «Остров белых птиц»[7].
- 25 октября на сайте lenta.ru состоялась презентация сингла «Не сойти с ума», в который вошли два трека — оригинальный и ремейк на него от московской студии BIT-OF-SOUND[8]. На эту песню так же был снят видеоклип, в главной роли — Александра Алмазова и телеведущий Виктор Набутов

### 2013
Второй студийный альбом «Неприлично» (недоступная ссылка) был записан летом 2013 года, средства на запись альбома были собраны поклонниками коллектива с помощью краундфандинга. Саунд-продюсером альбома стал звукорежиссёр группы Алексей Меньков, который работает с группой с конца 2012 года. Релиз состоялся 18 сентября на ITunes
Группа презентовала альбом «Неприлично» в Москве, Самаре, Казани, Мурманске, Саратове в прямом эфире «Нашего Радио» (в программе Семена Чайки «Живые») и большим концертом в Петербурге, в клубе А2 МИР.

### 2014
Группа выступила на фестивале «Усадьба Джаз Петербург», «Дикая Мята», а также отметила 19-20 ноября того же года 10-летие концертной деятельности двумя сольными большими концертами в Москве и Санкт-Петербурге. Сразу после юбилейных выступлений группа ушла в отпуск.
В сентябре 2014 Александра Алмазова вышла замуж и сменила фамилию на Алмазову-Ильину. Название группы не поменялось.
В 2021 году Александра выпустила сингл Оркестр.
Александра является так же организатором вокальных мастер классов.
В ноябре 2022 года группа выступила на новой сцене Александринского театра.

## Видеография
- На Берегу, 2012, реж. А.Милюков[9]
- Моя любовь осталась в Амстердаме (cover группа "Квартал"), 2012 (видеоколлаж, собранный из фоторабот Марии Шкоды)
- Не сойти с ума, 2012, ArtPunkPixels[10]

## Фестивали
- Пустые Холмы, 2007
- TimeOut Новая музыка, 2007
- NuVogue, 2008
- Lady in Jazz, 2010
- Усадьба Джаз, 2011
- Koktebel Jazz festival, 2011[11]
- ZAVTRA, 2012
- Нашествие, 2012
- Фестиваль Крапивы, 2012
- Koktebel Jazz festival, 2012
- Jazz Time, Эстония , 2013
- Jazz May, 2014
- Усадьба Jazz, 2014
- Дикая Мята, 2014

## Награды
- TimeOut Новая музыка, 2007
- Золотая Горгулья, 2010

## Дискография
- Бесконечность, 2011[12][13]
- Не сойти с ума (сингл), 2012[14]
- Неприлично, 2013
- Новый день, 2017

## Проекты, в которых группа принимала участие
- CD Трибьют группы Квартал «Остров Белых Птиц»[15]